# 辛子明太子

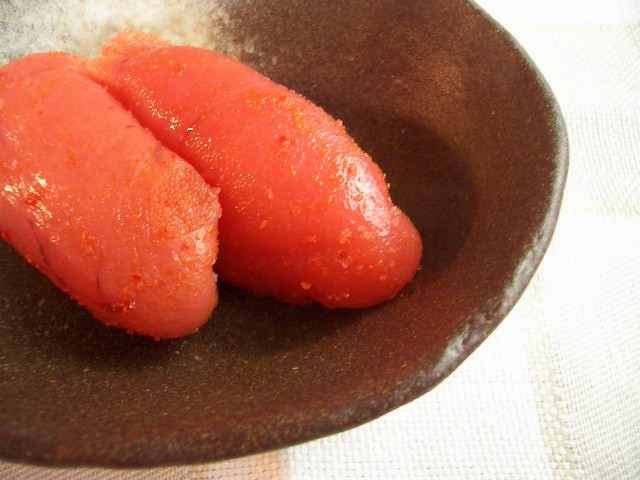
辛子明太子

辛子明太子（からしめんたいこ）は、スケトウダラの卵巣（鱈子・たらこ）を塩漬け熟成し、塩抜き後に唐辛子、昆布、砂糖、醤油などからなる調味液に漬け込んで発酵させた惣菜である。

## 語源
スケトウダラのことを朝鮮語で明太（명태、myeongtae、ミョンテ）と呼ぶことに由来するという。李氏朝鮮時代の『承政院日記』の孝宗三年（1652年）の条に「明太卵」と記載されているのが「明太」という語の現存史料上の初出である。李氏朝鮮時代末期の学者である李裕元が記した『林下筆記』によると、「明太」の語の由来は、明太を釣り上げた明川郡の「太」を氏とした漁師に由来するという。なお、朝鮮半島東南部の方言では、「明太」を「メンテ」と発音する。
東北官話（中国東北部の方言）ではスケトウダラを「明太魚（明太鱼、míngtàiyú、ミンタイユィ）」と呼ぶことがあり、ロシア語でも「минтай（mintaj / mintay、ミンタイ）」と呼ぶことがある。この事からロシア起源と言う説や、逆に朝鮮語がロシアに伝わった説など様々である。
関東以北では「辛子明太子」を単に「明太子」と呼び、関西以西では「たらこ」を「明太子」と呼ぶ事が多い。

## 歴史

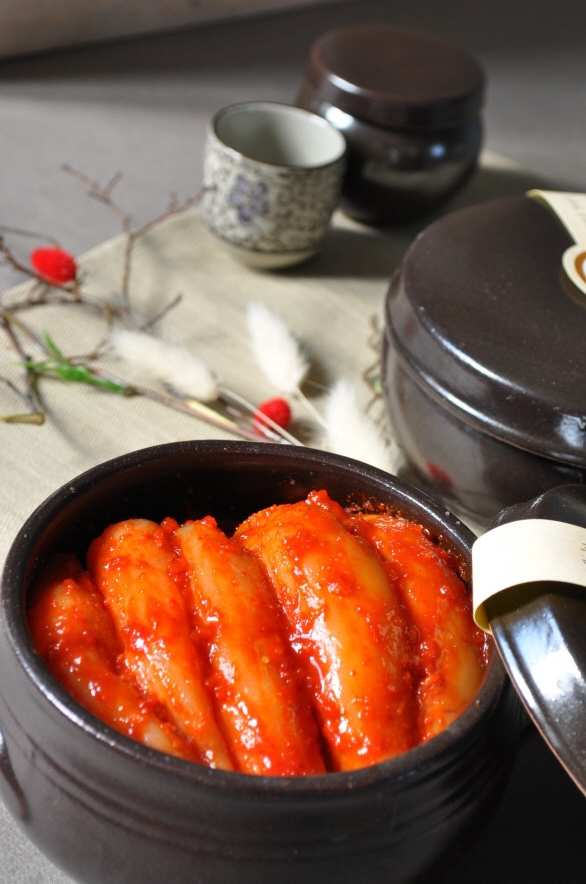
韓国の明卵漬

### 明卵漬（「メンタイ」「まぶし型」）
昔の朝鮮半島の文献によると、明卵漬の製造は発酵させることをベースとしていた。塩漬けして発酵させた後、トウガラシ粉とニンニクを加えてまぶした。塩漬けさせて発酵させるため、水分が抜けて、タラコの身が引き締まるが、塩辛い味である。
太平洋戦争前の朝鮮半島においては、日本人が明太子の製造卸問屋を経営していたことを示す資料と記録がある。明治40年（1907年）頃に樋口伊都羽（ひぐちいづは）が創業したもので、朝鮮半島の代表的な明太子製造問屋であった。樋口は漁業に携わっていたが、漁民の自家用以外は捨てられるだけのスケトウダラの卵巣を日本向けに商品化することを考えつき、「明太子製造元祖ヒ(マルヒ)、創業明治40年、樋口伊都羽商店」という看板を掲げて釜山で商売を始めた。商売は繁盛し、輸出先は日本本土のほか日本統治時代の台湾、中国へと広がった。樋口は終戦までの38年間経営していた。
日露戦争直後から太平洋戦争中にかけて、鉄道省（後の日本国有鉄道→現・JRグループ）は下関と当時日本領であった朝鮮の釜山との間に関釜連絡船を運航していた。また、中国との定期連絡船も存在し、スケトウダラ（明太魚）の辛子漬け（明太卵漬け）を運んでいた。朝鮮側の連絡船では釜山を経由して、明太の卵巣の辛子漬け（「明卵漬（明卵젓 / 명란젓、myeongnanjeot、ミョンナンジョッ）」）が下関へ輸入された。
朝鮮半島に住んでいた日本人は明卵漬を「メンタイ」と呼んだ。当時「メンタイ」と呼ばれた明卵漬は、塩漬けにした卵巣に唐辛子を振りかけて作る「まぶし型」で製造されていた。

### 辛子明太子（ふくや開発「漬け込み型」）
ふくやの川原俊夫が若いころに釜山で食べた明卵漬の記憶を基に、「明卵漬」「まぶし形」を戦後にそのまま売ろうとしたが、日本人には辛すぎて売れず、調味液を白砂糖や黒砂糖、角砂糖、ザラメ、蜂蜜など出来る限りの甘味を加えたり、酒やかつおぶしや昆布の出汁でうま味やコクも加えたりするなど試行錯誤をし、「辛子明太子」を開発した。これを「十日恵比須神社大祭」で商売繁盛の日である1949年（昭和24年）1月10日に「味の明太子」として販売した。

#### 国内外普及

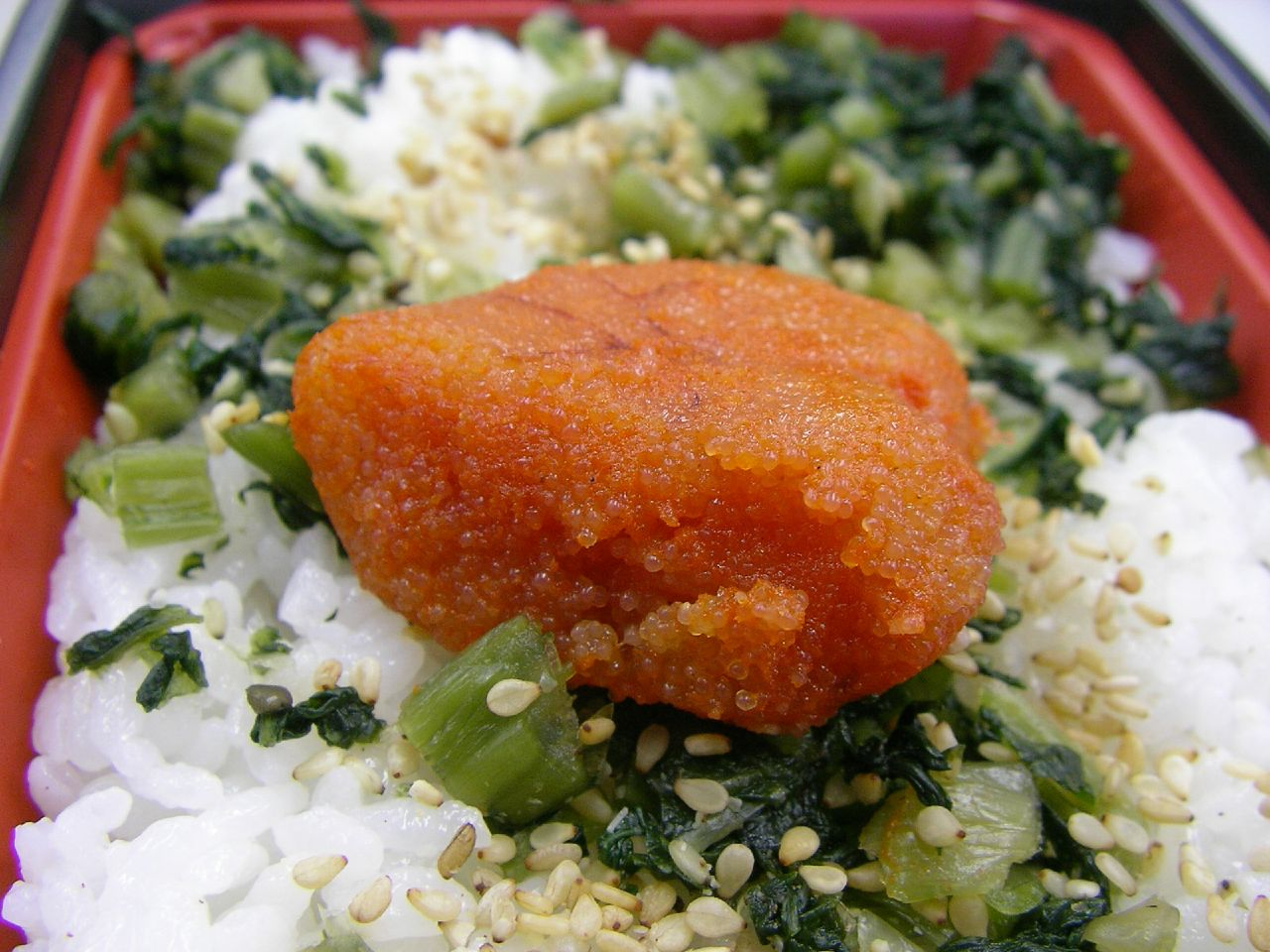
辛子明太子と野沢菜をのせた弁当のご飯

ふくやは約10年かけて生み出した製造法を独占せずに他企業へ教えた。そのため、日本全国へ明太子が普及した。1960年代には多くの同業者が設立された。
1962年（昭和37年）頃、ふくやの斜め前と隣の2軒の店が、教えられた製造法で明太子を販売するようになった。1967～68年（昭和42～43年）ごろには製造法を俊夫から教えられた大手の明太子メーカーが次々と開業した。
ふくやの社員たちが「商標登録や製法特許を取るべきだ」と訴えると、俊夫は漬物を引き合いに、「漬物にはさまざまな味がある。同じ大根でも白菜でも、漬け方ひとつで味は変わる。家庭ごとでも味が違う。そんな漬物に商標はあるか？製法特許はあるか？明太子だって誰が作ってもいいではないか」と説得している。
1975年（昭和50年）に東海道・山陽新幹線が博多駅まで繋がり、その後に設立された福さ屋が新幹線駅や東京の三越百貨店等へ販路を築き、全国的に知れ渡るようになった。近年では料亭や老舗醤油メーカーなども明太子を扱うようになり、良質の原材料を贅沢に使用した高級品の研究も進んでいる。1980年代には土産物の販売ルート以外にも、百貨店やスーパーマーケットなどで広く販売されるようになり、全国でおにぎり・パスタの具として広く利用・販売されている。2007年（平成19年）には、おにぎりなどの加工用辛子明太子の出荷量が、ついに土産用の辛子明太子の出荷量を逆転した。
2016年（平成28年）にふくやの川原正孝社長は、「ふくやだけが明太子を独占販売していれば、恐らく（日本全国へ）広がらなかったと思います」とし、製造法を他社へ教え続けた俊夫を支持している。
類似の派生商品として、2018年11月、辛子明太子（めんたいこ）製造販売「蔵出しめんたい本舗」が2018年（平成30年）11月、ニシンの卵（数の子）を辛い調味液に漬け込んだ「数太子（すうたいこ）」を開発。数の子ならではの食感、うまみ、辛さが特長で、おせち料理や歳暮向け高級食品として販売。

## 販売形態と産地
辛子明太子は、その形状によって販売価格・流通経路が大きく異なる。
卵巣の形を保ったままのものは「真子（まこ）」といい、比較的高値で取引される。主に贈答や接待に用いられる。皮が切れたものを「切れ子（きれこ）」と称し、比較的安価で家庭用として好まれる。さらにまったく形がなく粒のみのものを「ばら子（ばらこ）」という。ばら子はパック詰めにして業務用に使用されたり、チューブに入れたりして販売されている。辛子明太子は冷凍・冷蔵保管が必要な商品が多いが、ふくやは常温で3年保存できる油漬け缶詰を開発し、2016年（平成28年）に発売している。
切れ子には少し切れただけのものから、ばら子に近いようなものまで多種が存在する。なお、真子・切れ子・ばら子の品質には特に違いはない。さらに、明太子の原料は戦前の頃に比べはるかに細く痩せてしまったといわれるが、細い明太子に別のばらこを注入する技法も生み出された。
明太子の産地について、原料となるスケトウダラの卵は日本近海、アメリカ合衆国アラスカ沖、ロシア近海などで獲れたものが中心であり、スーパーで見かけるものの多くがアメリカ産・ロシア産となっている。
近年比較的安価で売り出されている「原産地 中国」と表記されたものを見かけるが、これは上述の卵を中国で加工した製品であり、中国産の原料卵を日本で加工しているわけではない。なお2009年頃、不況や中国をめぐる食品問題のあおりを受け、中国に工場を構える業者の多くが撤退を開始していたが、近年再び中国加工のものが増え始めてきた。

## 食べ方
副菜としてそのまま、もしくは好みにより軽く焼いて食卓に供する。また、酒肴やおにぎり、お茶漬けの具材としても好まれる。NTTドコモ「みんなの声」における「好きなごはんのお供ランキング」では、「辛子明太子」が一位であった。
洋食に取り入れられることも多く、ほぐした辛子明太子をマヨネーズと和えて「めんたいマヨネーズ」としたり、バターライスに混ぜたり、たらこスパゲッティに用いたりすることもある。
また、パン屋では明太子をバターやマーガリン、マヨネーズ等と合わせてペースト状にし、フランスパンに塗った「明太子フランス」がよく売られている。

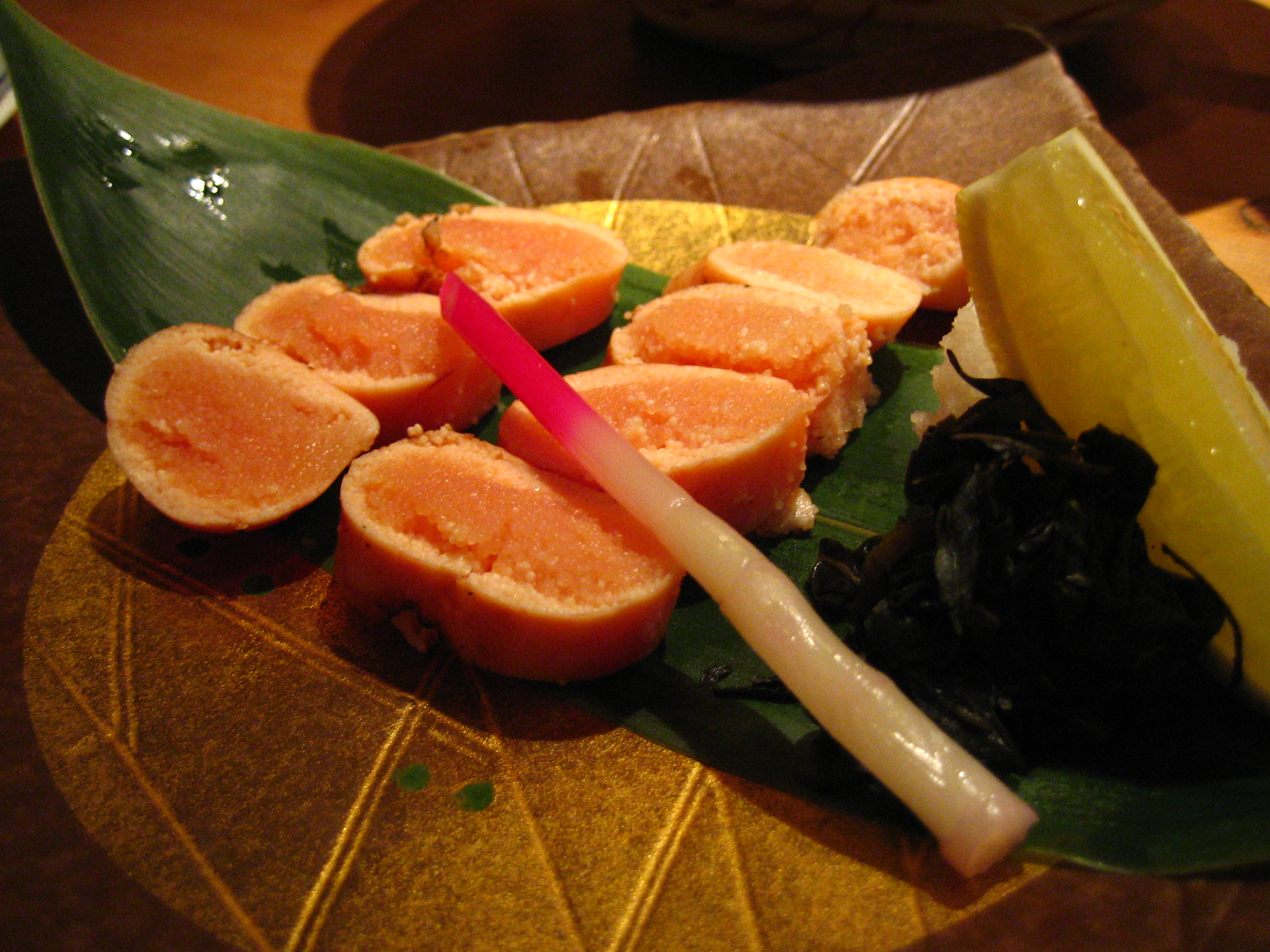
辛子明太子のあぶり焼き
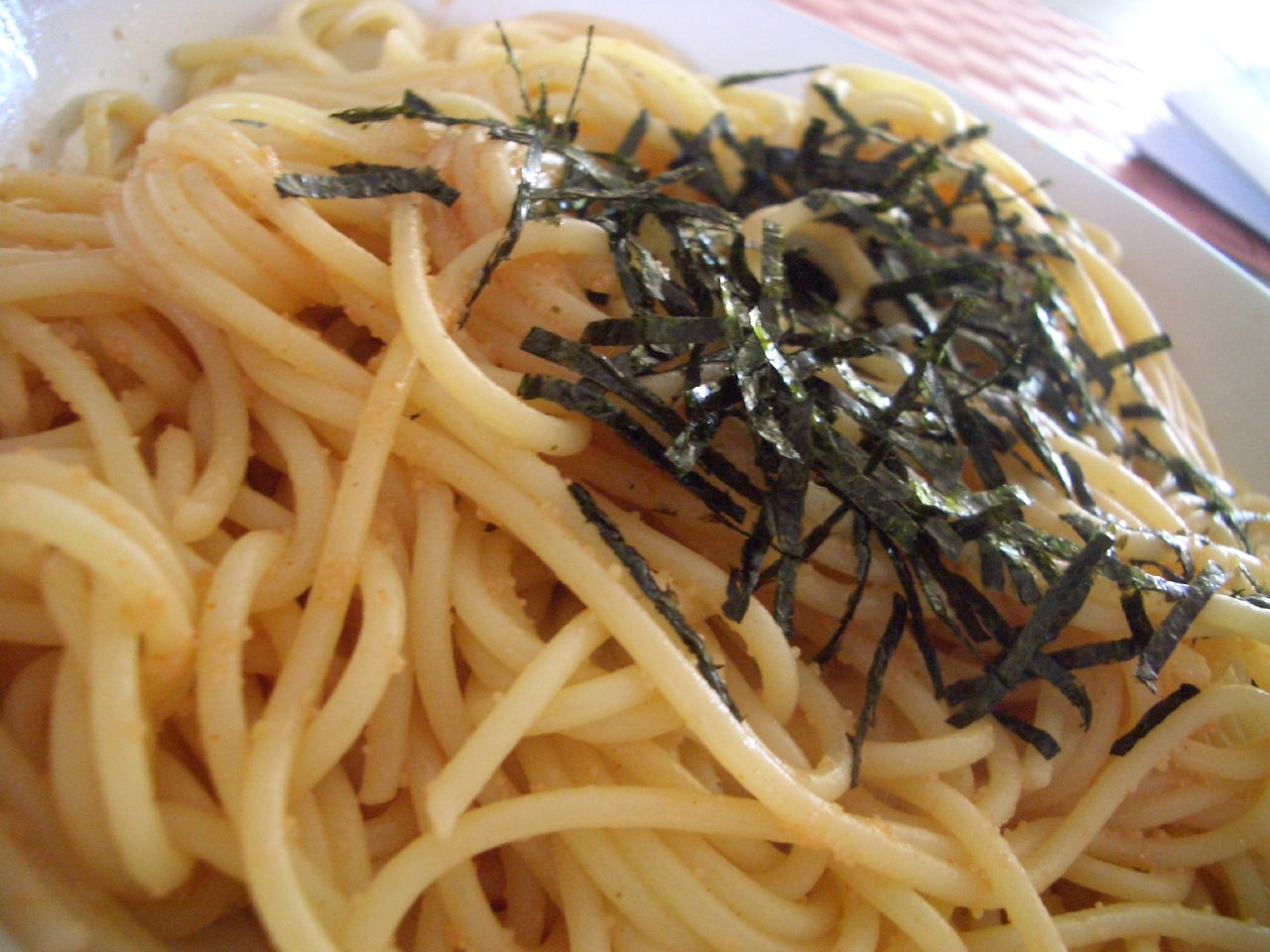
辛子明太子スパゲッティ